# João Franco
João Franco Ferreira Pinto Castelo-Branco (14. února 1855 Fundão, Portugalsko – 4. dubna 1929 Anadia, Portugalsko) byl portugalský politik, ministr a 47. předseda vlády Portugalska (19. května 1906 – 4. února 1908).

## Život
João Franco byl synem Frederica Carlose Ferreira Franco Freire (16. ledna 1829 – 1909), šlechtice královského dvora, a Luísy Henriquety Pinto Correia da Costa Castelo-Branco (1835–1893). Vzdělával se na univerzitě v Coimbře, kde v roce 1875 získal bakalářský titul. Po vstupu do správní kariéry se dokázal prosadit ve veřejných soutěžích na několik pozic, včetně delegáta královského prokurátora v komarcích Sátão, Baião, Alcobaça a Lisabon (mezi lednem 1877 a lednem 1885); náčelníka služby všeobecné správy pro celnice (od října 1885); generálního správce cel (od února 1886 do prosince 1886); a soudního auditora pro spory o celní daně (od roku 1886). Z jeho kariéry bylo zřejmé, že Franco měl iniciativu a energii, což pak přispělo k jeho stranickým konfliktům a formovalo jeho roli v portugalské politice.
Poprvé byl João Franco zvolen do parlamentu (kortesů) v roce 1884 za volební obvod Guimarães. Vzhledem k tomu, že pozice úředníka a poslance byly neslučitelné, rozhodl se zůstat v zákonodárném sboru, čímž ztratil pozice v magistrátních úřadech.
14. ledna 1890 se João Franco stal členem vlády (rady Koruny) a dostal ministerstvo financí ve vládě, které předsedal António de Serpa Pimentel a která nahradila progresivní kabinet, v jehož čele byl José Luciano de Castro. Po osmi měsících, 12. října 1890, Pimentelova vláda padla, což vedlo k publikaci Francovy proslulé zprávy o stavu státních financí, která vyvolala živé diskuse.
Mezi únorem 1893 a 1897 byl Franco ministrem vnitra. Reformoval středoškolské vzdělání, správní kodex (1896), volební zákon, omezil počet zaměstnanců veřejné služby v obecních radách, reguloval znečištění moře, navrhl zákony proti anarchistům a snížení počtu srávních jednotek.

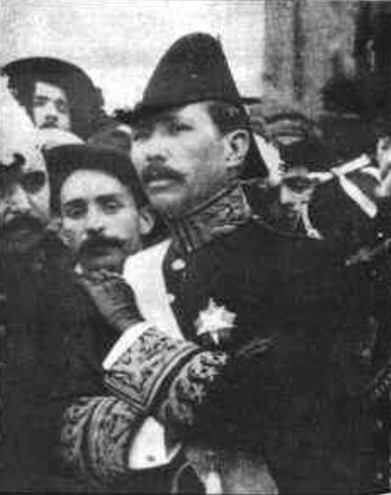
João Franco s členy vlády

V květnu 1906, unavený pokračující radikalizací politiky, král požádal Joãa Franca, aby sestavil novou vládu. Francův kabinet v říjnu 1906 okamžitě vyřešil tabákovou otázku novým kontraktem a poté implementoval reformy, které předložil parlamentu: zákony o veřejném účetnictví, ministerské odpovědnosti, tisku a potlačování anarchistů.
Během zasedání 20. listopadu 1906 Francova vláda vyloučila z parlamentu mnoho poslanců Republikánské strany včetně Afonso Costa a Alexandre Braga pro jejich přílišnou radikálnost. Následkem republikánského odporu pak João Franco začal v roce 1907 vládnout autoritářsky. Byl ještě v úřadu, když král Karel I. a jeho syn a dědic trůnu Ludvík Filip Portugalský byli 1. února 1908 zabiti republikánskými revolucionáři. 4. února se pak Franco musel vzdát úřadu a jako nový předseda vlády nastoupil nestranický Francisco Ferreira do Amaral s podporou všech stran.
João Franco se oženil s Marií Lívií Ferrari Schindlerovou (1858–1950), šlechtičnou švýcarsko-německého a italského původu. Měli syna Frederica Gaspara Schindlera Franca Castelo-Branco (18. března 1888 – 3. ledna 1931).